# بنجامين وليامز (سياسي)
بنجامين وليامز (بالإنجليزية: Benjamin Williams)‏ هو محامي وسياسي أمريكي، ولد في 8 يوليو 1876 في فير هيفن في الولايات المتحدة، وتوفي في 11 فبراير 1957 في بروكتور في الولايات المتحدة. حزبياً، نشط في الحزب الجمهوري. وقد انتخب عضو مجلس نواب فيرمونت.